# Quiscalus quiscula
Quiscalus quiscula là một loài chim trong họ Icteridae.